# Siedlung Reick

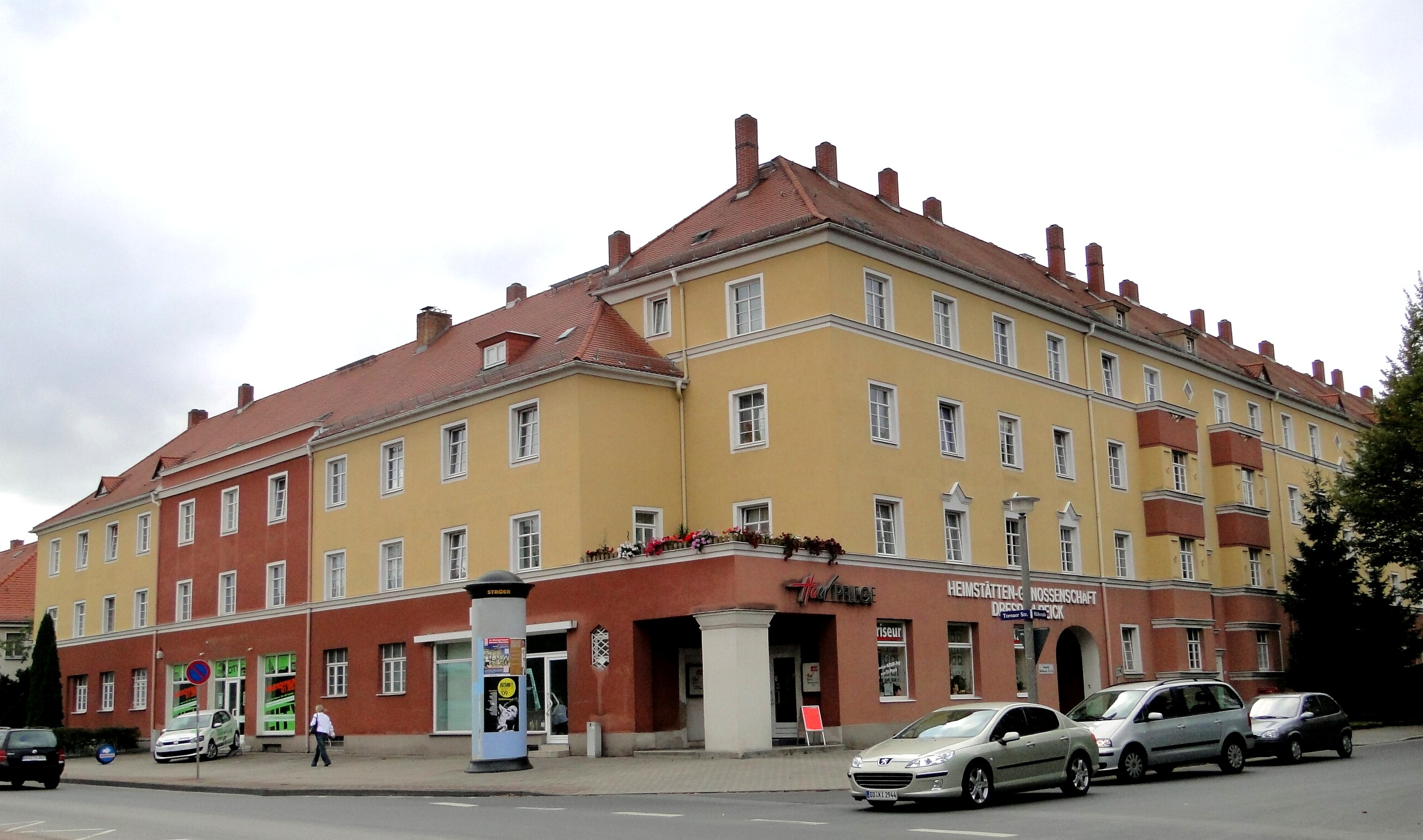
Siedlung Reick, Häuser Tornaer Straße, Ecke Hülßestraße

Die Siedlung Reick ist eine denkmalgeschützte Siedlung im Dresdner Stadtteil Reick. Sie umfasst die Häuser Tornaer Straße 2a, Hülßestraße 2–14 sowie die Häuser Reicker Straße 98–116.

## Beschreibung
Auf der Grundlage der Weimarer Reichsverfassung (§ 155) und des darauf aufbauenden Reichsheimstättengesetzes von 1920 arbeitete in Dresden-Reick die 1919 gegründete Gemeinnützige Heimstätten-Genossenschaft Dresden-Reick e. G.m.b.H. mit dem Ziel, preiswerte Wohnbauten zu errichten. Sie hatte ihre Geschäftsstelle im Gebäude Hülßestraße 4. Durch diese Genossenschaft entstand, neben Bebauungen ähnlicher Zielsetzungen an anderer Stelle, in Dresden-Reick ein Wohngebiet in gemischter Bauweise (mehrstöckige Blockrandbebauung, Reihenhäuser). Nach dem Gesamtbebauungsplan von Bruno Just wurde eine bisher weitgehend unbebaute Fläche zwischen Reicker und Dohnaer Straße entwickelt. Im angrenzenden Südbereich, der Dohnaer und Tornaer Straße entlang, befand sich eine Lehmgrube und ein Fabrikgelände. Die wesentlichsten Bauaktivitäten durch die Heimstättengenossenschaft erfolgten hier bis in die erste Hälfte der 1930er-Jahre. An folgenden Straßenzügen entstand eine Wohnbebauung:
- Am Lehmhaus,
- An den Kalköfen,
- Besselplatz,
- Gudehusstraße,
- Herschelstraße (ein Grundstück)
- Hülßestraße 2 bis 14
- Keplerstraße (außer 2–4)
- Morgenleite,
- Perronstraße,
- Reicker Straße 88–92, 98–116
- Scheidemantelstraße,
- Schuchstraße,
- Tornaer Straße 2a, 2 bis 30.

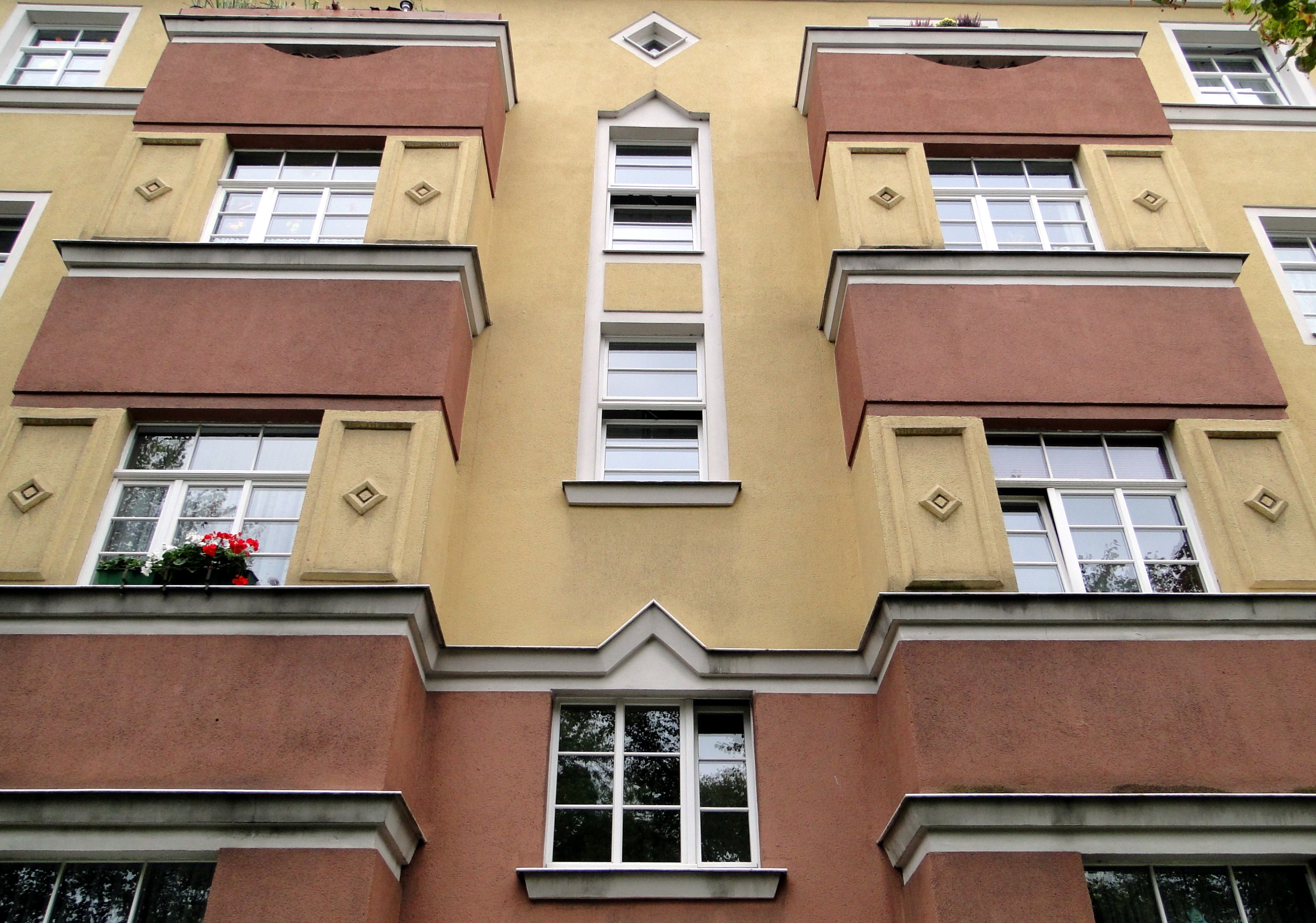
Fassadendetail Hülßestraße

Zu Beginn der ersten Arbeiten und in wirtschaftlich schwierigen Zeiten errichtete man um 1920 einen Versuchsbau in Lehmbauweise. Dieses Projekt erbrachte zwar keinen wirtschaftlichen Impuls, aber allgemeine Aufmerksamkeit, die dem Gesamtvorhaben künftig förderlich diente. In den Jahren zwischen 1925 und 1928 wurden die Hauptbauaktivitäten ausgeführt. Die Genossenschaftler konnten satzungsgemäß ihr Haus von der Heimstättengenossenschaft zum Selbstkostenpreis erwerben. Der Vertrag sah die Möglichkeit zur weiteren eigenverantwortlichen Gestaltung des Grundstücks vor, wodurch sich im Siedlungsbild spätere Veränderungen ergaben.
Der periphere Geschosswohnungsbau entsprach den stadtplanerischen Zielen Dresdens, die vom Stadtbaurat Paul Wolf allgemein formuliert wurden: „… muß die künftige Stadterweiterung mit dem bisherigen System der ringförmigen, endlosen Umpanzerung der Städte brechen und einen neuen Weg beschreiten. Bei der Erweiterung der peripheren Vororte soll deren halbländlicher Charakter gewahrt bleiben, … Erweiterungsgebiete jeweils von Ackerland und einem System von Pachtgärten umgeben bleiben.“ und „Dabei ist es nicht immer möglich und auch nicht richtig, Wohnungen nur im Flachbau zu errichten; … d. h. wir werden uns dabei auch zur Errichtung von Mietshäusern entschließen müssen.“
Die 1920 von Bruno Just, Rudolf Bitzan, Otto Wulle und Schilling & Graebner entworfene Siedlung ist ein Beispiel für eine traditionelle Bauweise mit dezenten expressionistischen Elementen. Bemerkenswert sind die „gemäßigt traditionalistisch gestalteten Fassaden“. Diese zeigen Erker und Treppenhausnischen mit einer Farbgebung in Ocker und Englischrot. Horizontale Bänder und rautenförmige Fenster sowie dreieckige Dachgauben verleihen den Fassaden der Wohnhäuser an der Ecke Hülße-/Tornaer Straße markante Ecken und Kanten.